# Mozambique en los Juegos Olímpicos
Mozambique en los Juegos Olímpicos está representado por el Comité Olímpico Nacional de Mozambique, creado en 1978 y reconocido por el Comité Olímpico Internacional en 1979.
Ha participado en doce ediciones de los Juegos Olímpicos de Verano, su primera presencia tuvo lugar en Moscú 1980. El país ha obtenido dos medallas en las ediciones de verano: una de oro y una de bronce, ambas logradas por la deportista María Mutola en atletismo.
En los Juegos Olímpicos de Invierno Mozambique no ha participado en ninguna edición.

## Medallero

### Por edición
Juegos Olímpicos de Verano
| Evento              | Oro | Plata | Bronce | Total |
| ------------------- | --- | ----- | ------ | ----- |
| Moscú 1980          | 0   | 0     | 0      | 0     |
| Los Ángeles 1984    | 0   | 0     | 0      | 0     |
| Seúl 1988           | 0   | 0     | 0      | 0     |
| Barcelona 1992      | 0   | 0     | 0      | 0     |
| Atlanta 1996        | 0   | 0     | 1      | 1     |
| Sídney 2000         | 1   | 0     | 0      | 1     |
| Atenas 2004         | 0   | 0     | 0      | 0     |
| Pekín 2008          | 0   | 0     | 0      | 0     |
| Londres 2012        | 0   | 0     | 0      | 0     |
| Río de Janeiro 2016 | 0   | 0     | 0      | 0     |
| Tokio 2020          | 0   | 0     | 0      | 0     |
| París 2024          | 0   | 0     | 0      | 0     |
| TOTAL               | 1   | 0     | 1      | 2     |

### Por deporte
Deportes de verano
| Evento    | Oro | Plata | Bronce | Total |
| --------- | --- | ----- | ------ | ----- |
| Atletismo | 1   | 0     | 1      | 2     |
| TOTAL     | 1   | 0     | 1      | 2     |